# Korsungskatan
Korsungskatan är en udde i Finland. Den ligger i Korsnäs i landskapet Österbotten, i den sydvästra delen av landet, 300 km nordväst om huvudstaden Helsingfors.
Terrängen inåt land är mycket platt. Havet är nära Korsungskatan åt nordväst.  Närmaste större samhälle är Korsnäs, 3,9 km sydost om Korsungskatan. 